# Daniel Morrissey
Daniel Morrissey (28 novembre 1895 - 4 novembre 1981) est un homme politique irlandais du Fine Gael qui est ministre de la Justice de mars 1951 à juin 1951, ministre de l'Industrie et du Commerce de 1948 à 1951 et Leas-Cheann Comhairle du Dáil Éireann de 1928 à 1932. Il est Teachta Dála (TD) de 1922 à 1951,,.

## Jeunesse
Morrissey est né à Nenagh, dans le comté de Tipperary, fils de William Morrissey, un petit charretier-entrepreneur, et de son épouse Bridget Gleeson. Il fait ses études localement et, bien qu'il ait quitté l'école contre la volonté de sa mère à l'âge de 12 ans, il continue ses propres lectures et études.

## Syndicalisme
L'intérêt de Morrissey pour le syndicalisme débute alors qu'il travaille comme ouvrier chez Great Southern Railways. Il part après une dispute avec son contremaître en 1915 et rejoint le personnel d'une société nationale d'assurance. Presque aussitôt, il commence à organiser un syndicat dans le sud de Tipperary. Avançant rapidement dans le mouvement syndical, il est bientôt membre de l'exécutif du Syndicat irlandais des transports et des travailleurs généraux, délégué au Congrès des syndicats irlandais (CSI) et délégué fraternel au Congrès des syndicats écossais. Morrissey s'oppose à la décision de la CSI de ne pas se présenter aux élections générales de 1918.

## Carrière politique
Morrissey est investi pour le Parti travailliste aux élections locales de 1920. Aux élections générales de 1922, premières élections nationales où les travaillistes participent, il remporte un siège dans la circonscription de Tipperary Mid, North and South. À la suite du déclenchement de la guerre civile, le nouveau Dáil ne se réunit pas pendant plusieurs mois. Bien que les députés anti-traités du Sinn Féin se soient abstenus, Morrissey et ses 16 collègues du Parti travailliste y participent et deviennent l'opposition officielle. En 1923, il devient whip en chef du Parti travailliste et sert comme Leas-Cheann Comhairle du Dáil Éireann entre 1928 et 1932.
En 1931, Morrissey défie le whip travailliste et soutient le projet de loi sur la Constitution une mesure proposée par le gouvernement de WT Cosgrave contre l'Armée républicaine irlandaise. Le Conseil exécutif cherche à créer des tribunaux militaires habilités à prononcer des peines – y compris la peine capitale, sans appel – en réponse aux violences de l'IRA. Motivé par deux meurtres récents dans sa circonscription, Morrissey rompt avec les travaillistes, qui jugent les mesures trop autoritaires et votent pour le projet de loi, ce qui lui vaut d'être exclu du parti aux côtés de Richard Anthony. Il est réélu  comme indépendant aux élections générales de 1932, avant de rejoindre Cumann na nGaedheal (devenu Fine Gael en 1933 après une fusion).
Après les élections générales de 1948, le chef du Fine Gael, Richard Mulcahy propose l'idée de former un gouvernement de coalition et d'évincer le Fianna Fáil après 16 ans de gouvernement. Morrissey joue un rôle déterminant dans l'obtention du soutien de ses anciens collègues du Parti travailliste et du Parti travailliste national dissident. Après des négociations fructueuses, Morrissey devient le premier ministre à être nommé dans le premier gouvernement interpartis, en tant que ministre de l'Industrie et du Commerce. Il s'avère être un ministre actif, créant Córas Tráchtála et l'Autorité de développement industriel ainsi que nationalisant la CIÉ. Morrissey est également membre de l'équipe de négociation qui conclut le traité anglo-irlandais de 1948. Il est nommé ministre de la Justice lors d'un remaniement ministériel en 1951 et occupe ce poste jusqu'à la chute du gouvernement plus tard cette année-là.
Après les élections générales de 1954, Morrissey est membre de l'équipe de négociation qui crée le deuxième gouvernement interpartis. Il refuse un poste au Cabinet en raison de son âge.
Morrissey prend sa retraite du Dáil pour des raisons de santé lors des élections générales de 1957.
À la retraite de la politique, Morrissey retourne à son entreprise de vente aux enchères où il travaille jusqu'en 1965. Il est décédé à son domicile de Stillorgan, Dublin, le 4 novembre 1981.